# Dungeons & Dragons (película)
Dungeons & Dragons (titulada: Calabozos y dragones en Hispanoamérica y Dragones y mazmorras en España) es una película estadounidense de fantasía heroica, dirigida por Courtney Solomon y estrenada en Estados Unidos en diciembre de 2000. Está oficialmente basada en el juego de rol Dungeons & Dragons y el argumento sigue a una emperatriz que desea hacerse con una vara mítica que la ayudará a luchar contra un mago malvado y pide ayuda a dos ladrones.
Entre las más notables características de la película están las actuaciones especiales de Richard O'Brien (en una parodia de su programa de televisión The Crystal Maze) y de Tom Baker (el actor británico que durante más tiempo encarnó al personaje protagonista de la serie Doctor Who). A pesar de su pésimo rendimiento de taquilla, una secuela en formato de telefilme, Dungeons & Dragons: Wrath of the Dragon God (titulada como Dragones y mazmorras 2 en España y como Calabozos y dragones 2: La ira del dios dragón en Hispanoamérica) fue emitida en la televisión estadounidense en 2005 y distribuida en DVD en 2006. No continuó la línea de la historia de la película previa, aunque el personaje de Bruce Payne, Damodar, hace una aparición.
Una tercera película, Dungeons & Dragons: The Book of Vile Darkness, fue rodada en 2011 y lanzada al mercado en formato de DVD en el Reino Unido el 9 de agosto de 2012. Estas tres primeras películas son consideradas la trilogía cinematográfica de Dungeons & Dragons. Una nueva película, titulada Dungeons & Dragons: Honor Among Thieves, se estrenó el 31 de marzo de 2023.

## Sinopsis
El Imperio de Izmer ha sido hace tiempo una tierra dividida, gobernada por los Magos, un grupo élite de usuarios de magia que oprimen a los plebeyos. El antagonista de la película, un mago malvado llamado Profion (Jeremy Irons), crea un cetro que le permite controlar Dragones Dorados. Lo prueba en uno de ellos, pero el dragón rompe el hechizo en el cetro, y comienza a matar a los esbirros de Profion. Profion mata al dragón, cuya sangre cae al río, causando que se incendie. Muchos de los habitantes de la zona se percatan de esto, introduciendo así a los protagonistas de la película, un par de ladrones llamados Ridley (Justin Whalin) y Snails (Marlon Wayans). Ellos conspiran para escabullirse en la Escuela de Magia, el lugar élite de aprendizaje de los Magos, y robar sus objetos mágicos.
Más tarde, Profion y el Concilio hablan sobre las controversiales opiniones de la Emperatriz Savina (Thora Birch); quien quiere detener a Profion y liberar a los plebeyos, que no son usuarios de magia. Mientras tanto, Ridley y Snails entran a la escuela de magia y comienzan a robar objetos mágicos, pero son capturados por una maga joven llamada Marina (Zoe McLellan), quien les lanza un hechizo que los ata juntos con una soga invisible. Se distrae, y arrastra a Ridley y Snails con ella cuando el mago Bibliotecario es tomado prisionero e interrogado por el secuaz de Profion, Damodar (Bruce Payne), buscando información sobre dónde encontrar un mapa a un cetro mágico llamado Cetro de Saville, el cual puede controlar Dragones Rojos. El bibliotecario se niega a hablar, envía el mapa a Marina y es asesinado por Damodar. Marina toma el mapa y viaja a través de un portal mágico para escapar, arrastrando a Ridley y a Snails con ella. Luego de aterrizar en una pila de basura, conocen a un enano llamado Elwood, que termina uniéndose a Ridley, Snails y Marina escapando por una alcantarilla.
Damodar ofrece una recompensa por las cabezas de Marina, Ridley, Snails y Elwood. Luego de que Profion se entera de que los protagonistas han escapado con el mapa, crea un monstruo con tentáculos adentro de la cabeza de Damodar. Los protagonistas se esconden en una taberna y están leyendo el mapa cuando Ridley y Marina son tragados por él. Damodar y sus secuaces llegan e intentan capturar a Snails y a Elwood y obtener el mapa, pero logran escapar. Fuera de la posada, Ridley y Marina salen del mapa y entre todos deciden trabajar juntos para encontrar el cetro de Saville. Deben encontrar un rubí rojo llamado el "Ojo del Dragón" que puede abrir la puerta a una tumba donde descansa el Cetro. El rubí está en un peligroso calabozo propiedad de un ladrón llamado Xilus (Richard O'Brien), que les entregará a los protagonistas la joya que buscan si Ridley sobrevive al laberinto y lo obtiene. Ridley logra conseguir el "Ojo del Dragón", cuando Xilus intenta recuperarlo por la fuerza y aparece Damodar. Marina es capturada, mientras Ridley, Snails y Elwood escapan, encontrándose con una elfa llamada Norda (Kristen Wilson), quien trabaja como rastreadora para la Emperatriz Savina y le informará sobre el plan de Profion para conseguir el Cetro de Saville. Mientras tanto, Damodar intenta interrogar a Marina, y cuando ella se niega a hablar usa los tentáculos del monstruo en su cabeza para obtener la información que busca.
Ridley y Snails entran al castillo donde Marina está prisionera para rescatarla, mientras Norda y Elwood se quedan detrás. Ridley y Snails se separan y Ridley encuentra a Marina. Snails cae en una trampa de arenas movedizas en la habitación Damodar luego de encontrar el mapa y algo de polvo mágico. Luego es perseguido a través del castillo por Damodar, mientras Ridley y Marina luchan por poder salir. Siguen a Snails al techo, donde es asesinado por Damodar cuando arroja el mapa a Ridley, quien se enfurece y ataca, pero es desarmado y apuñalado en el hombro con su propia espada. En la confusión, Marina toma un poco del polvo mágico que Snails robó y lanza un hechizo para derribar a Damodar. Toma a Ridley y usa un portal para escapar, dejando el cadáver de Snails detrás. De vuelta en la cámara del concilio, Profion y la Emperatriz Savina batallan por el futuro de Izmir.
Mientras tanto, un elfo (Tom Baker) cura a los soldados de Norda y a Ridley. Ridley tiene un sueño de un dragón naciendo, y descubre que si Profion y Savina comienzan una guerra alterarán el balance de la magia en el mundo. Más tarde, Ridley acusa a Marina de ser una "malvada maga" por la opresión de los magos hacia los plebeyos. Marina le dice que está equivocado, y que los problemas que la emperatriz está tratando de resolver son todas las cosas que Ridley odia. Eventualmente el romance surge y Ridley usa el "Ojo del Dragón" para finalmente llegar al Cetro de Saville, que es custodiado por el Esqueleto de Saville en la tumba. El esqueleto vuelve a la vida y advierte a Ridley que "cualquiera que esgrima el poder del cetro sufrirá un destino horrible". Mientras tanto, Damodar llega y captura a los tres compañeros. Cuando Ridley sale, Damodar exige el cetro a cambio de sus amigos. Damodar recibe el cetro y ordena la ejecución de Ridley y sus compañeros; luego se retira a completar su misión. Norda apuñala a sus guardianes con cuchillos escondidos, libera a Marina y a Elwood y juntos siguen a Ridley hacia la ciudad capital de Sumdall.
Mientras tanto, en Sumdall, Profion usa a los Magos para luchar contra la Emperatriz. Savina llama Dragones Dorados, que luchan contra los magos. Damodar aparece con el Cetro, y Profion lo libera de mala gana de la criatura en su cabeza (este tema aparece en la película siguiente de la serie, Dungeons & Dragons: Wrath of the Dragon God). Profion luego sube a una plataforma alta para invocar Dragones Rojos para combatir a los Dragones Dorados, Ridley llega y batalla con Damodar, apuñalándolo y arrojándolo de una saliente, vengando la muerte de Snails. Luego ataca a Profion, quien lo desarma y lo hace retroceder. Los compañeros de Ridley llegan y batallan con Profion de a uno. Ridley levanta el Cetro de Saville del piso y lucha con el poder que contiene. Profion lo incita a usarlo, pero Ridley se niega y lo destruye. La Emperatriz Savina llega y condena a Profion, haciendo que un dragón dorado lo devore. Alaba a todos los aventureros, nombrándolos heroes.
Ridley luego visita la tumba de Snails (con un a voz en off de Savina diciendo a la gente de Izmer que ahora todos son iguales), donde le cuenta a Snails que ahora es "Ridley el Salvador", haciendo eco a la afirmación de Snails al principio de la película. El nombre grabado en la tumba desaparece, y Norda le dice a Ridley que no cuestione sus propias habilidades. Ridley, Norda, Marina y Elwood tocan el "Ojo del Dragón" y desaparecen mágicamente, terminando la película.

## Elenco
- Justin Whalin como Ridley Freeborn.
- Marlon Wayans como Snails.
- Jeremy Irons como Mago Profion.
- Thora Birch como Savina.
- Bruce Payne como Damodar.
- Zoe McLellan como Marina Pretensa.
- Kristen Wilson como Norda.
- Lee Arenberg como Elwood.
- Richard O'Brien como Xilus.
- Robert Minao como Azmath.

## Reacción

### Taquilla
El film se ubicó en el puesto #5 en la taquilla de América del Norte durante su semana de estreno recaudando USD$7,237,422. La película luego obtendría $15,220,685 de ganancia en taquilla doméstica, sin superar su propio costo de presupuesto de $45 millones, y con una ganancia internacional de $18,586,724, llegando a un total de $33,807,409.

### Respuesta de la crítica
La reacción crítica a la película fue mayormente negativa. Tiene una puntuación de 10% en el agregador de reseñas Rotten Tomatoes basada en 92 reseñas, con una calificación promedio de 3.2/10. El consenso del sitio web indica: "Los críticos dicen que esta película tiene un aspecto barato y está mal dirigida. A pesar de la presencia de actores talentosos, las actuaciones son realmente malas y, además, algunas personas se ofenden con el personaje de Marlon Wayans, llamándolo un retroceso racista a los estereotipos de negros". Metacritic, que utiliza un promedio ponderado, asignó a la película una puntuación de 14 sobre 100, basada en 25 reseñas, lo que indica "aversión abrumadora".
Geoff Pevere, de Toronto Star, calificó la película como "una historia de búsqueda entrecortada impregnada de galimatías de afición y vestuario de Star Wars de segunda mano, con un elenco tan uniformemente poco carismático que puede suspirar por las profundidades metódicas de Kerwin Mathews (aparte, por supuesto, del inversamente carismático Irons), la película tiene el aspecto de software barato de algo que se encuentraría en el canal Space a las 4 a.m.". Steve Biodrowski de mania.com comenta: "Digamos que si no fuera por Lost Souls (un estreno también de New Line, coincidentemente), esta sería una fuerte candidata a la peor película del año". En febrero de 2010, los lectores de Empire votaron a Dungeons & Dragons como la 39.ª peor película de todos los tiempos.
A. O. Scott criticó severamente la insulsa coreografía de lucha, los mediocres efectos generados por computadora, la deplorable actuación de Birch y comparó los diálogos y el ritmo con los de las películas de Pokémon.
Solomon culpó de la calidad pobre en la película a la interferencia de los inversores y los titulares de las licencias, junto con su propia inexperiencia en producción cinematográfica. Afirmó que él solo quería producir el film, pero fue forzado a dirigirlo también por sus inversores luego de casi una década de complicaciones con TSR y Wizards of the Coast. También afirma que fue forzado a usar un guion viejo, a pesar de haber escrito una versión actualizada que se acomodaba mejor con la licencia de Dungeons & Dragons.
A pesar de la recepción negativa, Birch fue nominada al premio Young Artist Award en la categoría Mejor Actriz de Reparto en un Largometraje.

## Juego de rol derivado
Wizards of the Coast publicó un juego rápido basado en la película, llamado "Las Alcantarillas de Sumdall" (título original: "The Sewers of Sumdall"). Se trata de un archivo PDF imprimible incluido como una de las características de la versión en DVD.

## Reinicio
A partir de 2015, una nueva película sobre Dungeons & Dragons comenzó a desarrollarse en Warner Bros. Pictures, supuestamente protagonizada por Ansel Elgort y con Rob Letterman como director. En diciembre de 2017, después de diversos grados de progresión, la película se trasladó a Paramount Pictures, Sweetpea Entertainment y Allspark Pictures, con fecha de estreno programada para el 23 de julio de 2021. Ese mismo año, Joe Manganiello, un ávido fan de los juegos de rol, se encargó de revitalizar la progresión de una adaptación cinematográfica. El actor reveló que había estado negociando los derechos para hacer la película, mientras que Manganiello y John Cassel fueron contratados para coescribir el guion del proyecto.
Para febrero de 2018, el proyecto había vuelto a entrar en desarrollo como una coproducción con Brian Goldner y Stephen Davis como productores de Paramount Pictures y Allspark Pictures. Se iniciaron negociaciones con Chris McKay para que se desempeñara como director. David Leslie Johnson-McGoldrick había completado un borrador del guion. En marzo de 2019, se reveló que Michael Gillio había completado una reescritura del trabajo de Johnson-McGoldrick con los ejecutivos del estudio expresando su entusiasmo por la película. El estudio inició negociaciones para realizar el casting de los personajes.
En julio de 2019, John Francis Daley y Jonathan Goldstein iniciaron las primeras negociaciones para dirigir la película. Para enero de 2020, el dúo de cineastas anunció que habían coescrito un nuevo borrador del guion.